# Almargen
Almargen é um município da Espanha na província de Málaga, comunidade autónoma da Andaluzia, de área 35 km² com população de 2114 habitantes (2004) e densidade populacional de 60,4 hab./km².

## Demografia
| Variação demográfica do município entre 1991 e 2004 | Variação demográfica do município entre 1991 e 2004 | Variação demográfica do município entre 1991 e 2004 | Variação demográfica do município entre 1991 e 2004 |
| --------------------------------------------------- | --------------------------------------------------- | --------------------------------------------------- | --------------------------------------------------- |
| 1991                                                | 1996                                                | 2001                                                | 2004                                                |
| 2239                                                | 2146                                                | 2111                                                | 2074                                                |